# Casa à Rua das Palmeiras, 35

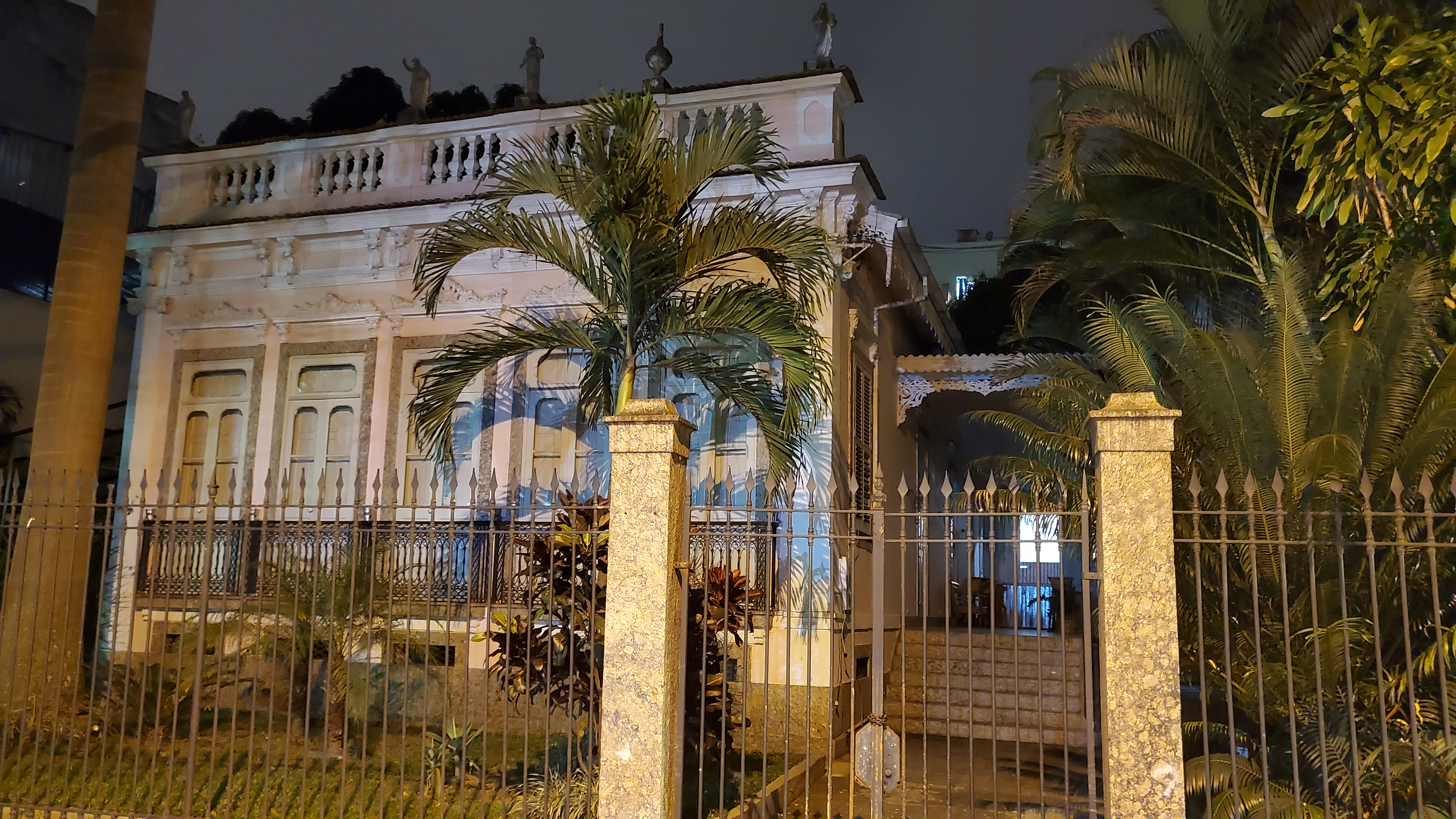
Casa à Rua das Palmeiras, 35, Bairro Botafogo, Rio de janeiro, Brasil.

A Casa à Rua das Palmeiras, 35, também conhecida como Solar das Palmeiras,  é um casarão de arquitetura colonial localizado na cidade Rio de Janeiro-RJ, construído em 1806. Seu terreno tem área aproximada de 1.900 m².

## História
A Casa à Rua das Palmeiras, 35, localizada no bairro de Botafogo, na cidade do Rio de Janeiro – RJ, constitui um conjunto histórico com outros dois edifícios, são eles: Casa à Rua das Palmeiras, 55 e Casa à Rua Sorocaba, 200, esse último faz limite com os outros dois pelos fundos.
Construída em estilo de chalets de natureza romântica com lambrequins e rendilhados de madeira nas empenas, preservando quintais arborizados, a arquitetura representava as modificações pelas quais passavam as construções da classe média alta na capital do Império entre os anos de 1880 e 1900. Em 1960, o conjunto corria risco de ser destruído para a construção de um hospital. 
O edifício foi tombado pelo IPHAN – Instituto do Patrimônio Histórico e Artístico Nacional em 27 de fevereiro de 1967.